# LaVerne Masayesva Jeanne
 (décembre 2020).
Si vous disposez d'ouvrages ou d'articles de référence ou si vous connaissez des sites web de qualité traitant du thème abordé ici, merci de compléter l'article en donnant les références utiles à sa vérifiabilité et en les liant à la section « Notes et références ».
LaVerne Masayesva Jeanne est une anthropologue et linguiste navajo.

## Biographie
LaVerne Jeanne effectue des études de linguistique au Massachusetts Institute of Technology, elle y rédige sa thèse sur le hopi sous la direction de Ken Hale en 1978.
Auteur d'un certain nombre d'articles sur sa langue native, elle est professeure émérite à l'université du Nevada à Reno.